# Đại học Hanover
Đại học Leibniz Hannover (tiếng Đức: Leibniz Universität Hannover), cũng được gọi là Đại học Hannover, là một trường đại học công lập ở Hannover, Đức. Trường được thành lập vào năm 1831 và là tổ chức đào tạo đại học lớn thứ hai ở Niedersachsen. Đại học Leibniz Hannover là một thành viên của TU9, một hiệp hội của chín Viện Công nghệ hàng đầu tại Đức.

## Lịch sử
Trường đại học này được thành lập vào năm 1831 là một trường cao đẳng thương mại. Trường đã bắt đầu nghiên cứu toán học, kiến trúc, kỹ thuật, lịch sử tự nhiên, vật lý, hóa học, vẽ, công nghệ, nghiên cứu và kế toán. Năm 1879 trường đã được nâng cấp thành Trường Cao đẳng Công nghệ Hoàng gia, năm 1898 nó đã được trao quyền đào tạo tiến sĩ.
Lĩnh vực của trường đại học này, từ đầu của nó, tập trung vào khoa học và công nghệ. Trong thế kỷ 20, các ngành nghệ thuật và nhân văn đã được bổ sung, và trường đã được sáp nhập thêm Trường Cao đẳng Sư phạm trước đó là một trường độc lập.

## Khoa

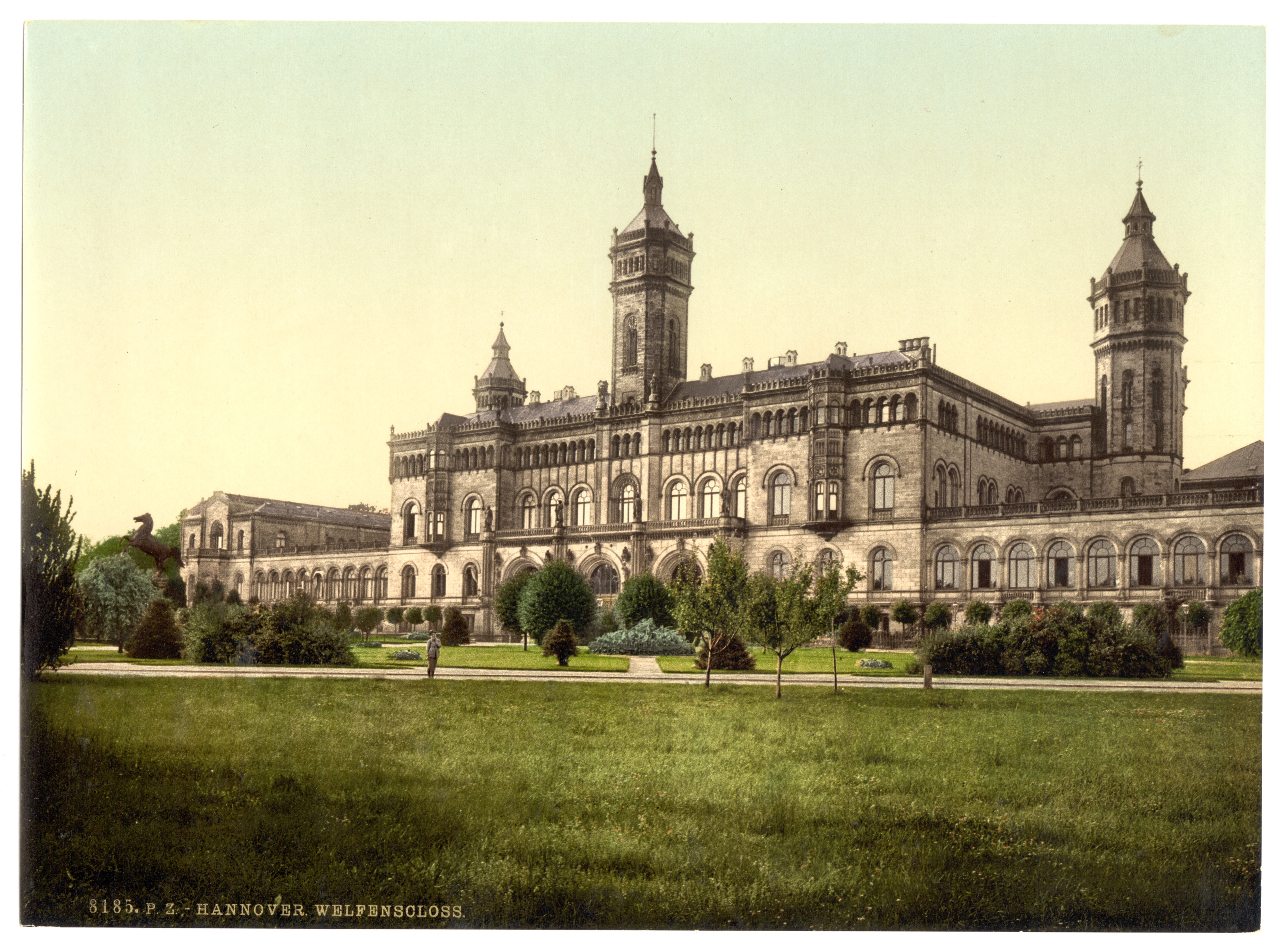
Toà nhà chính, năm 1895.

Trường có 9 khoa với hơn 150 cấp độ độ đầu tiên toàn thời gian và các khóa học trình độ bán thời gian, khiến cho trường này là trường đại học lớn thứ hai của giáo dục đại học tổ chức ở Lower Saxony. Đội ngũ cán bộ trường đại học này bao gồm 1.120 nhân viên, bao gồm 340 giáo sư, 1.560 nhân viên trong các chức năng hành chính, và có thêm 900 người được tài trợ của bên thứ ba.
- Khoa Kiến trúc và Khoa học Cảnh quan
- Khoa Kỹ thuật xây dựng và Khoa học trắc địa
- Khoa Kinh tế và Quản lý
- Khoa Cơ Điện và Khoa học máy tính
- Khoa Nhân văn
- Khoa Luật
- Khoa Toán và Vật lý
- Khoa Cơ khí
- Khoa Khoa học tự nhiên

## Nhân vật nổi tiếng
- Gerhard Ertl (sinh 1936), nhà vật lý và nhà hóa học Đức, giải Nobel Hóa học (2007)
- Friedrich Bergius (* 1884-1949), nhà hóa học Đức, giải Nobel Hóa học (1931)
- J. Hans D. Jensen (1907-1973), nhà vật lý Đức, giải Nobel Vật lý (1963)
- Wolfgang Ertmer (sinh năm 1949), Đức thử nghiệm vật lý
- Klaus Töpfer (sinh 1938), chính trị gia Đức (CDU)
- Wilhelm Busch (1832-1908), nhà thơ và nghệ sĩ Đức
- Theodor Lessing (1872-1933), nhà triết học người Đức-Do Thái
- Matthias Miersch (sinh 1968), chính trị gia Đức (SPD)
- Margarita Mathiopoulos (sinh 1957), doanh nhân Đức
- Hans-Peter Schneider (sinh 1937), thẩm phán Đức
- Christian Pfeiffer (sinh 1944), tội phạm Đức
- Karl Karmarsch (1803-1879),
- Horst Dreier (sinh 1954), luật gia Đức
- Reinhard Gaier (sinh 1954), Đức thẩm phán
- Eric Barker (sinh 1946), giáo sư Đức
- Karsten Danzmann (sinh 1955), nhà vật lý Đức
- Michael H. Breitner (sinh 1963), nhà thông tin doanh nghiệp Đức
- Carl Adam Petri (sinh ngày 12 tháng 7 năm 1926 tại Leipzig, † 02 tháng bảy 2010 tại Siegburg), nhà toán học và khoa học máy tính Đức.